# Maria Teresa García Banús
Teresa Andrade, llamada al nacer María Teresa García Banús (Valencia, 1895 -  Madrid, 19 de noviembre de 1989), fue una activista comunista, traductora y editora, casada con el también militante comunista Juan Andrade, de quien tomó el apellido. Era nieta del fotógrafo valenciano Antonio García Peris y, por lo tanto, sobrina del pintor Joaquín Sorolla.

## Biografía
Procedente de una familia burguesa valenciana, sus abuelos fueron, respectivamente, el fotógrafo Antonio García Peris y el profesor de Química y director del Instituto de Segunda Enseñanza de Valencia Federico Banús. Su padre se dedicó a la fotografía, la miniatura y el esmalte, mientras que dos de sus hermanos se dedicaron a la química. El mayor de ellos, Antonio García Banús, fue químico catedrático miembro del patronato de la Universidad Autónoma de Barcelona durante la República.
En 1899, siendo ella una niña, la familia se trasladó a Madrid, dónde estudió en el Instituto Internacional por sugerencia de Luis Simarro, amigo de la familia. Esa circunstancia propició que, años después, recibiera una beca para realizar una estancia en Estados Unidos como asistente de español en Vassar College. Sobre el año 1918 estudió la carrera de Filosofía y Letras en Madrid y comenzaron sus inquietudes feministas sumándose a una asociación de mujeres estudiantes y su acercamiento a los círculos de activismo político, como relata en sus memorias:

Mi paso por la Universidad fue de lo más fructuoso en cuanto a relaciones humanas. Aunque nunca fui una estudiante modelo, intervenía en todas cuantas discusiones o conflictos surgían en el ambiente universitario: peleas entre grupos estudiantiles, intervenciones más o menos justas con los profesores...Creo que desde siempre tuve un espíritu rebelde inconsciente.

En 1924 Teresa conoció a Juan Andrade, un activista que en 1920 había formado parte del primer Comité del Partido Comunista de España, con el que comenzó a colaborar traduciendo y redactando artículos de índole política. En marzo de 1929 contrajeron matrimonio civil y, desde entonces, ella utilizó el apellido de su marido. Se adhirió a la Oposición Comunista Española (OCE), sección de la Oposición Comunista Internacional, dirigida por León Trotski. Colaboró en Comunismo, un boletín creado en 1931, y a los pocos meses creó con su marido la editorial de la OCE con el fin de publicar folletos y manuales destinados a la educación política. Teresa también realizó tareas de enlace con otras formaciones comunistas de Alemania y Francia y con la propia OCI.
En 1935 se trasladaron a Barcelona, donde intensificaron sus relaciones con otros militantes, como Víctor Alba, en un periodo marcado por la Revolución Social. Teresa se integró en la redacción de La Batalla, el órgano del Bloc Obrer i Camperol (BOC). Allí impulsó la formación del Secretariado Femenino del Partido Obrero de Unificación Marxista (POUM) y fue directora del boletín femenino que se publicó desde febrero de 1937, Emancipación. La misión del Secretariado Femenino del POUM era «estudiar los problemas de la mujer y ponerles solución, así como fomentar en las mujeres obreras la conciencia de estos problemas y de que no se resolverían más que con el socialismo». A pesar de que el POUM no contó nunca con una organización propia de mujeres, la propia Teresa y muchas otras militantes como Olga Tareeva, Louise Gómez, Luisa Ariño, Pilar Romeu, María Manonelles, Elisa Masso, Pilar Santiago o Luisa Carbonell trabajaron en el marco del Secretariado Femenino y apostaron incansablemente por la emancipación de las mujeres. Entre sus iniciativas destacó la sección para enfermeras, la sección educativa con cursos de idiomas y cultura general, o la más exitosa, un taller de costura impartido por Toska, una modista militante trotskista exiliada.
Al producirse la detención del Comité Ejecutivo del POUM en junio de 1937, Teresa se movilizó ante las autoridades republicanas para conseguir su liberación, hasta que ella misma fue detenida en abril de 1938 y encarcelada en la prisión de mujeres de Barcelona, estuvo detenida intermitentemente en esta ciudad y en Valencia hasta el final de la guerra. Fue liberada en 1939, al entrar las tropas de Franco en Barcelona, y se mantuvo en clandestinidad hasta que pudo huir a Francia donde, identificada, estuvo en libertad vigilada durante la Segunda Guerra Mundial y pudo reencontrarse con Juan Andrade. Su casa de París fue el centro de encuentro de los militantes del partido y de numerosos exiliados españoles, durante los años sesenta acogió emigrantes politizados y organizó conferencias y reuniones.
En 1978 volvió junto a su marido del exilio y fijó su residencia en Madrid. Durante los últimos años de su vida publicó diferentes libros con textos de Juan Andrade y dejó inacabados unos relatos autobiográficos.